# Mănăstirea Filoteu

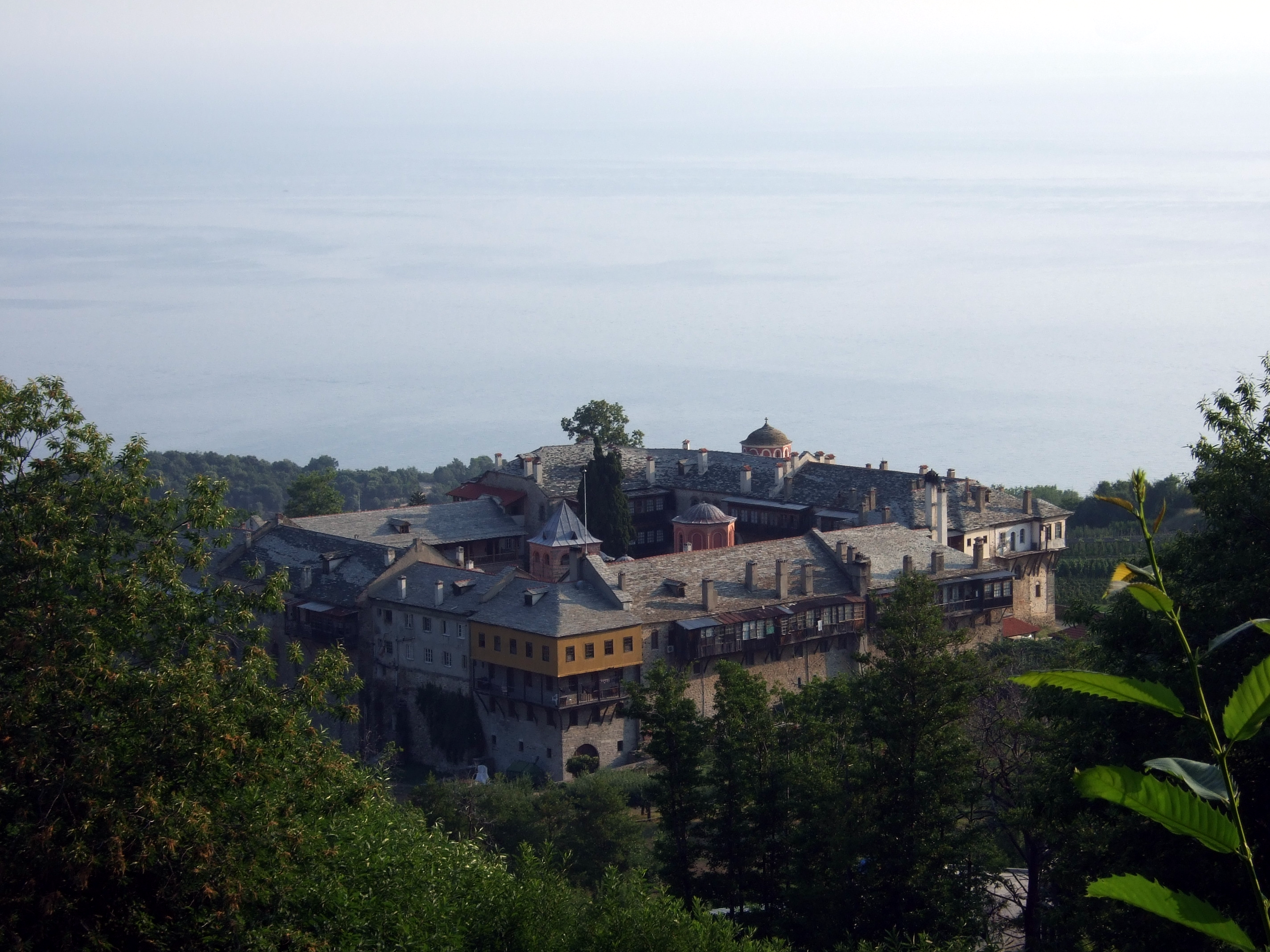
Mănăstirea Filoteu

Mănăstirea Filoteu (în greacă Φιλοθέου) este o mănăstire de pe Muntele Athos.